# Tarasiuki
Tarasiuki – formalnie część miasta Włodawa / de facto część wsi Orchówek (patrz sekcja Uwagi poniżej) w Polsce położona w województwie lubelskim, w powiecie włodawskim, w gminie miejskiej Włodawa / gminie wiejskiej Włodawa.
W latach 1975–1998 miejscowość administracyjnie należała do województwa chełmskiego.
Miejscowość położona nad rzeką Tarasinką dopływem Włodawki, w pobliżu jezior: Białego i Glinki. Od strony wschodniej miejscowość graniczy z rezerwatem Jeziora Orchowego